# Kiruba
Kiruba là nhóm nhạc pop nữ từ Ecuador. Nhóm được thành lập tại Quito vào năm 2003, và bao gồm các thành viên María José Blum, Diana Rueda, Mariela Nazareno, Cecilia Calle, và Gabriela Villalba.
Quisiera (I Wish), đĩa đơn đầu tiên của ban nhạc, đã chiếm vị trí đầu tiên trong bảng xếp hạng ở Ecuador trong gần năm tuần và thứ mười lăm ở Mỹ Latinh trong một tuần. 
Khi quintet phát hành hai album phòng thu và năm đĩa đơn. Họ tách ra vào năm 2004 do sự khác biệt giữa các thành viên.

## Lịch sử
Nhóm được thành lập vào năm 2003 sau một cuộc thi tài năng trên truyền hình có tên 'Popstars' từ Teleamazonas TeVe Channel. Sau gần ba tháng, các giám khảo cuộc thi đã chọn ra năm thành viên cuối cùng của ban nhạc: María José Blum (Guayaquil), Diana Rueda (Quito), Mariela Nazareno (Esmeraldas), Gabriela Villalba (Quito) và Cecilia Calle (Guayaquil).
Ban nhạc đã chọn tên của Kiruba, xuất phát từ một bài đọc Diana Rueda đã thực hiện trên một vị thủ lĩnh dũng cảm của dân tộc Amazonia Shuar (Quiruba).

### Khởi động
Bộ ngũ phát hành album đầu tiên của họ mang tên Kiruba vừa công bố kết quả của cuộc thi, vì vậy doanh số của nó đã tăng vọt lên 5.000 bản chỉ sau vài ngày sau khi xuất hiện trong các cửa hàng. Kiruba trở thành một hiện tượng quốc gia thực sự, trong số các giải thưởng khác, ba đĩa bạch kim. Đĩa đơn đầu tiên của cô Quisiera (Tôi ước) được tổ chức trong vài tuần đầu tiên ở Ecuador và ở Mỹ Latinh là lần thứ mười lăm trong chuỗi đếm HTV.
Đĩa đơn tiếp theo của họ là Camina (Walk), Me Pierdo (Lose Myself) và Como Extraño Tu Luz (How I Missing Your Light) đã không chạy cùng số phận ở cấp độ lục địa mà nằm ở đầu các đài phát thanh ở Ecuador.

### Đĩa thứ hai và tách
Năm 2004, nhóm đã ra mắt album thứ hai và cuối cùng dưới dạng một nhóm nhạc: Baila La Luna (Vũ điệu mặt trăng), quảng bá cho Me Quedo Contigo đầu tiên (và duy nhất) (Tôi ở bên bạn). Đĩa đơn đạt vị trí thứ ba trong bảng xếp hạng của Ecuador. Ban nhạc đã chia tay cùng năm bởi sự khác biệt giữa các thành viên.
Sau khi chia tay, Mariela Nazareno đã lãnh đạo một ban nhạc rock địa phương tên là Tinticos, Diana Rueda làm việc cho một số triển lãm tranh, Cecilia Calle thành lập một công ty khiêu vũ và phát triển như một người dẫn chương trình truyền hình, María José Blum tham gia vở opera xà phòng 'El Cholito' và Gabriela Villalba gia nhập nhóm Kudai, một ban nhạc rock từ Chile năm 2006.

### Sự trở lại: Hada 4
Năm 2008, bốn trong số năm thành viên cũ của Kiruba tái hợp. Những người này bao gồm María José Blum, Diana Rueda, Mariela Nazareno và Cecilia Calle (Gabriela Villalba đã là một phần của ban nhạc Kudai quốc tế). Dự án mới được đặt tên là Hada 4 (Fairy 4).
Vào tháng 6 năm 2008 đã thông báo trong một cuộc họp báo về sự trở lại của họ với sân khấu âm nhạc và đĩa đơn đầu tiên trong album mới: Volviéndome Loca (Crazy Myself Crazy), được phát hành vào ngày 15 tháng 7. Vào đêm ngày 9 tháng 11, nó đã xuất hiện chính thức đầu tiên trong chương trình Bailando Por Un Sueño Edición Đặc biệt (Dancing With The Stars Special Edition), nhưng với sự ngạc nhiên rằng Diana Rueda đã rời khỏi bộ tứ sau đó đã trở thành một bộ ba (María José, Mariela và Cecilia).

### KIRUBA đã trở lại
Năm 2017 Kiruba tuyên bố trở lại sân khấu, với 5 thành viên ban đầu trên trang bìa cho "Hola!" tạp chí. Kiruba là xu hướng quốc gia trên Twitter trong 4 ngày. Vào ngày 30 tháng 1 năm 2018, Kiruba đã ra mắt bài hát mới "Se Me Fue", một bài hát có sự hợp tác của Magic Juan, cựu thành viên của Proyecto Uno. Các chủ đề âm nhạc pha trộn pop với đô thị và Latin. Bản chất của bộ ngũ vẫn được cảm nhận trong âm nhạc của họ. Bài hát được sáng tác bởi Andrés Torres, nhà sản xuất của bản hit Despacito, Santiago Hernández, cựu thành viên của Sin Ánimo de Lucro và Gabriela Villalba. Sebastián Jácome, một người gốc Ecuador ở Los Angeles, phụ trách sản xuất bài hát này.
"Se Me fue", đạt vị trí thứ 2 trong bảng xếp hạng của Ecuador (25 Nacionales) trong tuần đầu tiên phát hành và ở lại 13 tuần trong top 10 của danh sách.
Vào ngày 17 tháng 6 năm 2018 Kiruba đã công chiếu trên kênh YouTube của mình và Facebook "#LaRevuelta" một miniseries nơi các thành viên kể những giai thoại về quá khứ với ban nhạc cũng như những tiến bộ trong dự án âm nhạc hiện tại của họ. Trong tập bốn của miniseries được phát hành vào ngày 8 tháng 7 năm 2018, chi tiết của ban nhạc được tiết lộ ghi lại một đĩa đơn mới, được sáng tác bởi Diana Rueda và được sản xuất bởi Cesar Galarza.

## Danh sách đĩa hát

### Kiruba -Kiruba- (2003)
01. Quisiera (Tôi ước)
02. Como Extraño Tu Luz (Làm thế nào tôi thiếu ánh sáng của bạn)
03. Me Pierdo (Mất chính mình)
04. Dame (Cho tôi)
05. Mirando Como Un Bobo (Xem như một kẻ ngốc)
06. Te Llevo En Mi Corazón (Tôi giữ bạn trong tim)
07. Camina (Đi bộ)
08. Eres (Bạn là)
09. Con Todo Lo Que Tengo (Với tất cả những gì tôi có)
10. Mosaico Kiruba [El Aguacate, Pasional, Vasija de Barro] (Khảm Kiruba)

### Baila La Luna -Vũ điệu mặt trăng- (2004)
01. Me Quedo Contigo (Tôi ở bên bạn)
02. La Cumbia Del Olvido (Cumbia bị lãng quên)
03. Calle Desierta (Phố cô đơn)
04. Một phân (Đôi khi)
05. Trotamundos (Globetrotter)
06. Vuelve A Mí (Trở lại với tôi)
07. Pensar En Ti (Suy nghĩ về bạn)
08. Bello Ciao (Đẹp Ciao)
09. Baila La Luna (Vũ điệu mặt trăng)
10. Tarde O Temprano (Sớm hay muộn)

### Hada 4 -Fairy 4- (2008)
01. Volviéndome Loca (Phát điên)